# (9234) Matsumototaku
(9234) Matsumototaku est un astéroïde de la ceinture principale.

## Description
(9234) Matsumototaku est un astéroïde de la ceinture principale. Il fut découvert le 3 février 1997 à Ōizumi par Takao Kobayashi. Il présente une orbite caractérisée par un demi-grand axe de 2,20 UA, une excentricité de 0,10 et une inclinaison de 2,2° par rapport à l'écliptique.

## Compléments